# Жукова улица
Жу́кова у́лица — улица в городе Сестрорецке Курортного района Санкт-Петербурга. Проходит от 2-й Тарховской улицы до 4-й Тарховской улицы. Далее продолжается Граничной улицей.
Название известно с 1900 года. Происходит от фамилии председателя Общества содействия благоустройству местности Тарховка генерал-майора К. Д. Жукова. То же происхождение у Жукова переулка.

## Перекрёстки
- 2-я Тарховская улица
- 3-я Тарховская улица
- 4-я Тарховская улица / Граничная улица